# Krieger Peak
Krieger Peak är en bergstopp i Antarktis. Den ligger i Västantarktis. Argentina, Chile och Storbritannien gör anspråk på området. Toppen på Krieger Peak är 878 meter över havet, eller 9 meter över den omgivande terrängen. Bredden vid basen är 0,55 km.
Terrängen runt Krieger Peak är varierad. Trakten är obefolkad. Det finns inga samhällen i närheten. 